# Pekka Niemi (biegacz narciarski)
Juho Pekka Niemi (ur. 15 listopada 1909 w Alapaakkola, zm. 21 grudnia 1993 w Kittilä) – fiński biegacz narciarski, brązowy medalista olimpijski oraz trzykrotny medalista mistrzostw świata.

## Kariera
Igrzyska w Garmisch-Partenkirchen w 1936 roku był pierwszymi i zarazem ostatnimi igrzyskami w jego karierze. Wywalczył tam brązowy medal w biegu na 18 km techniką klasyczną, ulegając jedynie zwycięzcy Erikowi Larssonowi ze Szwecji oraz drugiemu na mecie Oddbjørnowi Hagenowi z Norwegii. Na tych samych igrzyskach zajął także ósme miejsce na dystansie 50 km stylem klasycznym.
W 1937 roku wystartował na mistrzostwach świata w Chamonix, gdzie zdobył komplet medali. Indywidualnie zdobył złoty medal w biegu na 50 km, a w biegu na 18 km zajął trzecie miejsce. Ponadto wspólnie z Klaesem Karppinenem, Jussim Kurikkalą i Kalle Jalkanenem wywalczył srebrny medal w sztafecie 4 × 10 km. Rok później, podczas mistrzostw świata w Lahti był dziesiąty w biegu na 18 km, a na dystansie 50 km zajął czwarte miejsce, przegrywając walkę o brązowy medal z Larsem Bergendahlem z Norwegii. Startował także na mistrzostwach świata w Zakopanem w 1939 roku, gdzie zajął piąte miejsce w biegu na 50 km oraz szóste w biegu na 18 km.
W 1935 roku został wicemistrzem Finlandii w biegu na 50 km. W tym samym roku odniósł swoje pierwsze międzynarodowe zwycięstwo triumfując w szwedzkim Boden, w biegu na 50 km. Poza tym wygrał bieg na 50 km na festiwalu narciarskim w Holmenkollen w 1938 roku. W latach 1937, 1939 i 1941 wygrywał bieg na 50 km w Ounasvaara.

## Osiągnięcia

### Igrzyska olimpijskie
| Miejsce | Dzień     | Rok  | Miejscowość            | Konkurencja             | Wynik   | Strata | Zwycięzca    |
| ------- | --------- | ---- | ---------------------- | ----------------------- | ------- | ------ | ------------ |
| 3.      | 12 lutego | 1936 | Garmisch-Partenkirchen | 18 km stylem klasycznym | 1:14:38 | +2:21  | Erik Larsson |
| 8.      | 15 lutego | 1936 | Garmisch-Partenkirchen | 50 km stylem klasycznym | 3:44:14 | +14:03 | Elis Wiklund |

### Mistrzostwa świata
| Miejsce | Dzień     | Rok  | Miejscowość | Konkurencja             | Czas biegu | Strata | Zwycięzca       |
| ------- | --------- | ---- | ----------- | ----------------------- | ---------- | ------ | --------------- |
| 3.      | 14 lutego | 1937 | Chamonix    | 18 km stylem klasycznym | 1:11:21    | +2:27  | Lars Bergendahl |
| 1.      | 16 lutego | 1937 | Chamonix    | 50 km stylem klasycznym | 3:36,58    | –      | –               |
| 2.      | 18 lutego | 1937 | Chamonix    | Sztafeta 4 × 10 km      | 3:06:07    | +0:57  | Norwegia        |
| 10.     | 25 lutego | 1938 | Lahti       | 18 km stylem klasycznym | 1:09:37    | +2:30  | Pauli Pitkänen  |
| 4.      | 27 lutego | 1938 | Lahti       | 50 km stylem klasycznym | 4:06:09    | +7:59  | Kalle Jalkanen  |
| 6.      | 15 lutego | 1939 | Zakopane    | 18 km stylem klasycznym | 1:05:30    | +2:26  | Jussi Kurikkala |
| 5.      | 17 lutego | 1939 | Zakopane    | 50 km stylem klasycznym | 2:57:43    | +9:05  | Lars Bergendahl |